# Ryūjirō Ueda
Ryūjirō Ueda (japanisch 植田 龍仁朗 Ueda Ryūjirō; * 29. Januar 1988 in der Präfektur Osaka) ist ein ehemaliger japanischer Fußballspieler.

## Karriere
Ueda erlernte das Fußballspielen in der Jugendmannschaft von Gamba Osaka. Seinen ersten Vertrag unterschrieb er 2006 bei Gamba Osaka. Der Verein spielte in der höchsten Liga des Landes, der J1 League. 2009 wechselte er zum Zweitligisten Fagiano Okayama. Für den Verein absolvierte er 150 Ligaspiele. 2016 wechselte er zum Ligakonkurrenten Roasso Kumamoto. Am Ende der Saison 2018 stieg der Verein in die J2 League ab. Für den Verein absolvierte er 77 Ligaspiele. Ende 2019 beendete er seine Karriere als Fußballspieler.

## Erfolge
Gamba Osaka
- AFC Champions League

Sieger: 2008
- J.League Cup

Sieger: 2007
- Kaiserpokal

Sieger: 2008
Finalist: 2006